# Sharon Sweet
Sharon Sweet (* 16. August 1951 in Gloversville) ist eine US-amerikanische Opernsängerin (Sopran).

## Leben
Sweet, deren Vater eine beginnende Karriere als lyrischer Tenor während des Zweiten Weltkriegs aufgab, begann mit fünf Jahren mit Klavierunterricht. Gesangsstunden nahm sie zunächst nur nebenbei. Sie wurde Musiklehrerin an einer öffentlichen Schule. Nachdem sie einen Talentwettbewerb der Metropolitan Opera in New York gewonnen hatte, ließ sie ihre Stimme am Curtis Institute of Music in Philadelphia ausbilden.
1985 ging sie nach Deutschland, wo sie als Opernsängerin zunächst in München und in Dortmund auftrat, ehe sie 1987 Ensemblemitglied der Deutschen Oper Berlin wurde. Später trat sie auch in Hamburg, Dresden, Zürich, Salzburg, Wien, London, Verona und Bologna auf. Ab 1989 war sie in den Vereinigten Staaten zu hören und zwar in San Francisco, Chicago und 1993 schließlich an der Metropolitan Opera in New York.
1999 gab sie ihre Karriere auf, um fortan als Gesangslehrerin zu arbeiten. In einem Interview mit der Zeitschrift Opera News gab die korpulente Sängerin als Grund an, dass im heutigen Opernbetrieb das Aussehen wichtiger als die Stimme sei. Der Musikkritiker Manuel Brug wies jedoch darauf hin, dass seiner Meinung nach bei Sharon Sweet „einer herrlich tragfähigen Stimme mit berückendem Höhenglanz [...] eine farblose Darstellerin“ gegenüber gestanden habe.

## Diskografie
- Beethoven: 9. Sinfonie (Philips)
- Mahler: 8. Sinfonie (Sony)
- Mozart: Don Giovanni (Philips)
- Schoenberg: Gurre-Lieder (Deutsche Grammophon)
- Schumann: Das Paradies und die Peri (Eurodisc)
- Schmitt: La Tragédie de Salomé (Apex)
- Strauss: Vier letzte Lieder (Collins Classics)
- Verdi: Falstaff (RCA)
- Verdi: Il trovatore (BPO)
- Verdi: Il Trovatore (Chandos)
- Verdi: Quattro Pezzi Sacri (Sony)
- Verdi: Requiem (Deutsche Grammophon)
- Verdi: Requiem (Arte Nova)
- Verdi: Stiffelio (Deutsche Grammophon – DVD)
- Wagner: Lohengrin (RCA)
- Weber: Der Freischütz (RCA)